# Ebosia bleekeri
Ebosia bleekeri är en fiskart som först beskrevs av Döderlein, 1884.  Ebosia bleekeri ingår i släktet Ebosia och familjen Scorpaenidae. Inga underarter finns listade i Catalogue of Life.